# Barra de sonido
Una barra de sonido, barra de audio o soundbar es un tipo de altavoz que proyecta audio desde un recinto amplio. Es mucho más ancho que alto, en parte por razones acústicas y en parte para que pueda montarse encima o debajo de un dispositivo de visualización, por ejemplo, en un teatro en casa o abajo de una pantalla de televisión. 
Su diseño se basa en que se colocan varios altavoces en un solo gabinete, lo que ayuda a crear un sonido envolvente o un efecto estéreo. Por lo general, se incluye un subwoofer para complementar.

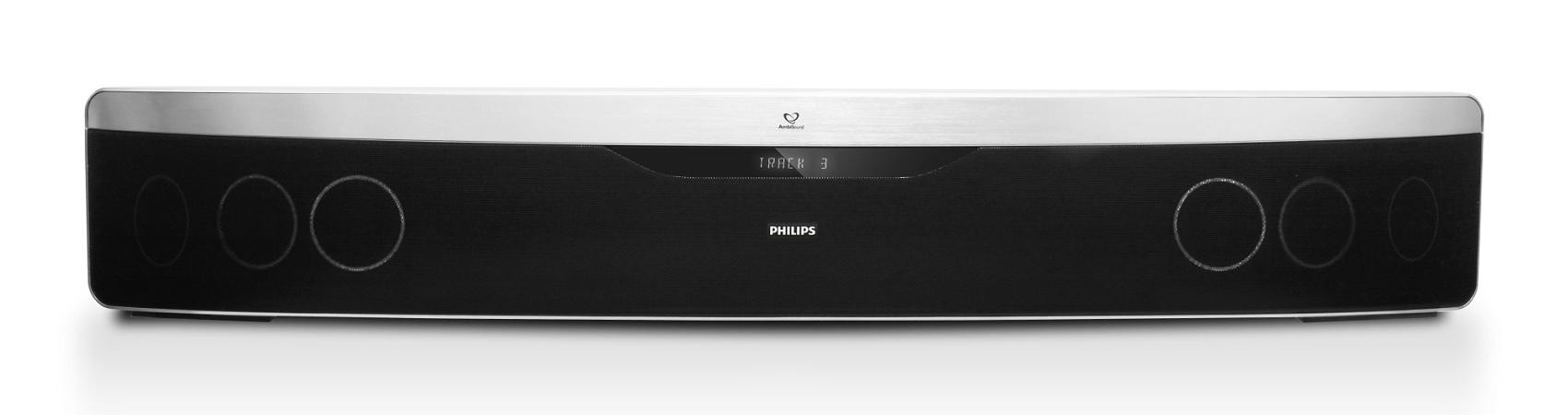
Un barra de sonido de la marca PHILIPS.

## Historia
Altec Lansing introdujo en 1998 una barra de sonido multicanal llamada "Voice Of The Digital Theater" o ADA106. Era un sistema de altavoces autoamplificados que ofrecía sonido estéreo, Dolby Pro-Logic y sonido envolvente AC3 desde la barra de sonido y un subwoofer independiente. Utilizó la tecnología de disparo lateral y los algoritmos de Altec Lansing para proporcionar un sonido envolvente desde los lados, la parte trasera y la delantera. Esta configuración eliminó el cableado de altavoces separados y el espacio que requerirían.

## Ventajas y desventajas
Las barras de sonido son relativamente pequeñas y se pueden colocar fácilmente debajo de una pantalla, son fáciles de configurar y, por lo general son menos costosas que otros sistemas de sonido estéreo. Sin embargo, debido a su tamaño más pequeño y a la falta de flexibilidad en el posicionamiento, las barras de sonido no llenan una habitación con sonido tan bien como lo hacen los sistemas estéreo de altavoces (como el audio 7.1).

## Usos
Las barras de sonido se diseñaron principalmente para generar un sonido fuerte con una buena respuesta de graves. El uso de la barra de sonido ha aumentado constantemente a medida que el mundo se ha trasladado a las pantallas planas. También las barras de sonido eliminan el problema de la pérdida de audio inherente, cuando el sonido emitido desde la parte posterior de un televisor o monitor se refleja inmediatamente en la pared detrás de la unidad.